# 1501
1501 (MDI) je bilo navadno leto, ki se je po julijanskem koledarju začelo na petek.

## Dogodki
- Francija in Španija zasedeta Neapelj
- prvi črni afriški sužnji prispejo na Santo Domingo (Karibi)

## Rojstva
- 24. september - Gerolamo Cardano, italijanski matematik, astronom, zdravnik, filozof, fizik, astrolog, kockar († 1576)

Neznan datum
- Sahib I. Geraj, kan Kazanskega in Krimskega kanata († 1551)

## Smrti
- 17. junij - Ivan I. Albert, kralj Poljske (* 1459)